# Drago Štritof
Drago Štritof (Vučilčevo kod Zaprešića, 1. kolovoza 1923. – Beograd, 2. studenoga 2014.), hrvatski atletičar. Natjecao se za Jugoslaviju.
Natjecao se na Olimpijskim igrama 1952. u utrci na 3.000 m sa zaprekama. Nastupio je u prednatjecanju.
Bio je član beogradskog Partizana.